# 埃爾文·霍費爾
埃爾文·霍費爾（德語： Erwin Hoffer，1987年4月14日—）是一位奧地利足球運動員，在場上司職前鋒，現在他效力於意甲球隊那不勒斯，他也是奧地利國家足球隊的隊員之一。

## 生平

### 球會
霍費爾協助維也納快速獲得了2007/08年賽季的奧地利超級聯賽冠軍，在該賽季維也納迅速7-0戰勝薩爾茨堡的比賽里他上演帽子戲法。2009年夏季他轉會到那不勒斯，在2009年8月16日那不勒斯的一場意大利杯的比賽里他打入自己代表那不勒斯的第一個進球。
2010年7月2日霍費爾被外借到德甲「升班馬」凱沙羅頓一個球季。

### 國家隊
霍費爾也參加了2008年的歐錦賽。在2009年4月1日奧地利對羅馬尼亞的世界杯預選賽中，他打入了2個進球。

## 榮譽
- 奧地利足球超級聯賽冠軍（1）：2008年；

## 外部連結
- Player profile （页面存档备份，存于） on Napoli's official website
- Hoffer at rapidarchiv.at （页面存档备份，存于）
- National Football Teams Data （页面存档备份，存于）